# 弗洛伦斯·帕尔帕特
弗洛伦斯·帕尔帕特（英語：Florence Parpart，约1856年—），出生於紐澤西州霍博肯，是一位美国发明家。

## 人生轨迹
弗洛伦斯·帕尔帕特出生于新泽西州霍博肯，一生中大部分时间都住在纽约和費城。1900年，她获得了她的第一个关于工业清扫机的专利。该专利是对尤里卡·弗雷泽·布朗（Eureka Frazer Brown）于1879年获得的清扫机专利的改进。 此改进使得清扫机得到更广泛的使用。两年后，帕尔帕特开始在包括纽约、费城和旧金山在内的几个美国城市销售这项專利。 
在与西拉姆·D·莱曼（Hiram D. Layman）结婚后，于1914年获得了电冰箱的专利。在此之前，人们利用冰块，把其放置于箱子里来保存食物。这个专利的诞生改变的不仅仅是保存食物的方式，还有烹饪食物的方式。 
为了在全国范围内成功地推销她的冰箱，她还参加了各种贸易展览和开展了她自己的广告营销活动。 

## 专利
- FR343775 （页面存档备份，存于） 1904年10月14日。
- US1090925 （页面存档备份，存于） 1914年3月24日。